# Leucorrhinia pectoralis
Leucorrhinia pectoralis (Charpentier, 1825) je najveći vilinski konjic iz roda Leucorrhinia, a pripada porodici Libellulidae. Srpski naziv vrste je Žutopegi barski vranac.

## Opis
Najčešći vilinksi konjic ovog roda koji je rasprostranjen u nizijskim predelima. Ima lokalnu distribuciju. Karakteristična žuta šara na sedmom abdominalnom segmentu mužjaka čini ovu vrstu lako prepoznatljivom i samo pomoću dvogleda. Dužina tela varira od 32-39 mm, dok je dužina zadnjeg krila oko 32 mm.
Trbuh mužjaka je crn sa crvenim šarama na svakom segmentu osim na poslednja tri, koji su čisto crni. Grudi su, takođe, crne sa crvenim šarama. Trbuh ženke je crn sa krupnim žutim šarama na svim segmentima osim na poslednja tri. Obično je šara na sedmom segmentu ženke nešto svetlija od ostalih, ali ne mora da bude pravilo- Krila su providna sa crno obojenom osnovom donjeg para krila i crnom pterostigmom. Osnova oba krila ženke obojena su svetložuto. Oči oba pola su tamne, a lice svetlo.

## Rasporstranjenje
Rasporstranjena je od zapadnog Sibira do delova Francuske.
Zabeležena je u sledećim državama: Jermenija; Austrija; Belorusija; Belgija; Bosna i Hercegovina; Bugarska; Hrvatska; Češka; Danska; Estonija; Finska; Francuska; Gruzija; Nemačka; Mađarska; Kazahstan; Latvija; Litvanija; Makedonija, Bivša Jugoslovenska Republika; Moldavija; Holandija; Norveška; Poljska; Rumunija; Ruska Federacija; Srbija; Slovačka; Slovenija; Španija; Švedska; Švajcarska; Ukrajina.

## Stanište
Naseljava močvarne granice i preferira manje kisele vode od vrte Leucorrhinia dubia.

## Životni ciklus
Ženke uglavnom polažu jaja same, ali ponekad mužjak leti u njenoj blizini u toku tog procesa. Larve se razvijaju jednu do tri godine, ali najčešće dve.  Egzuvije ostavljaju na buljkama koje rastu iz vode na nekoliko desetina centimetara od površine vode.

## Sezona letenja
Sezona leta traje od maja do avgusta.

## Spoljašnje vze
- Mediji vezani za članak Leucorrhinia pectoralis na Vikimedijinoj ostavi